# لوري ميدييروس
لوري ميدييروس (بالبرتغالية: Iuri Medeiros) (10 يوليو 1994 بهورتا في البرتغال - ) هو لاعب كرة قدم برتغالي في مركز الوسط يلعب في نادي النصر الإماراتي. شارك مع منتخب البرتغال تحت 16 سنة لكرة القدم ومنتخب البرتغال تحت 17 سنة لكرة القدم ومنتخب البرتغال تحت 18 سنة لكرة القدم ومنتخب البرتغال تحت 19 سنة لكرة القدم ومنتخب البرتغال تحت 20 سنة لكرة القدم ومنتخب البرتغال تحت 21 سنة لكرة القدم ومنتخب البرتغال تحت 23 سنة لكرة القدم. أما مع النوادي، فقد لعب مع سبورتينغ لشبونة ب وسبورتينغ لشبونة وموريرينسي ونادي أروكا وسبورتينغ براغا.

## روابط خارجية
- لوري ميدييروس على موقع قاعدة بيانات كرة القدم.إي يو (الإنجليزية)
- لوري ميدييروس على موقع Soccerway.com (الإنجليزية)
- لوري ميدييروس على موقع عالم كرة القدم.نت (الإنجليزية)
- لوري ميدييروس على موقع AS.com (الإسبانية)